# Gondolbana

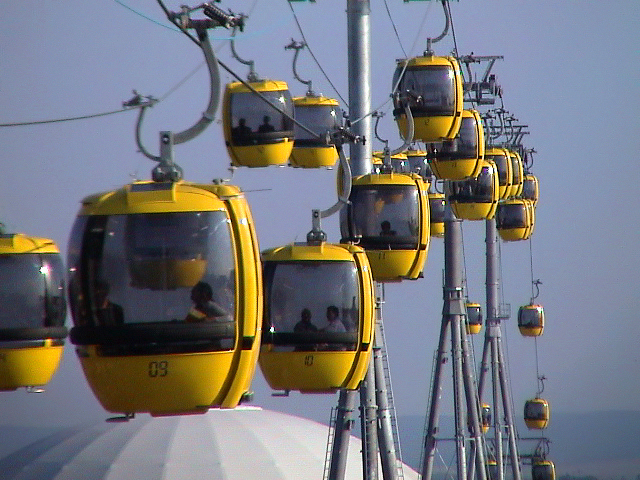
Gondolbana.

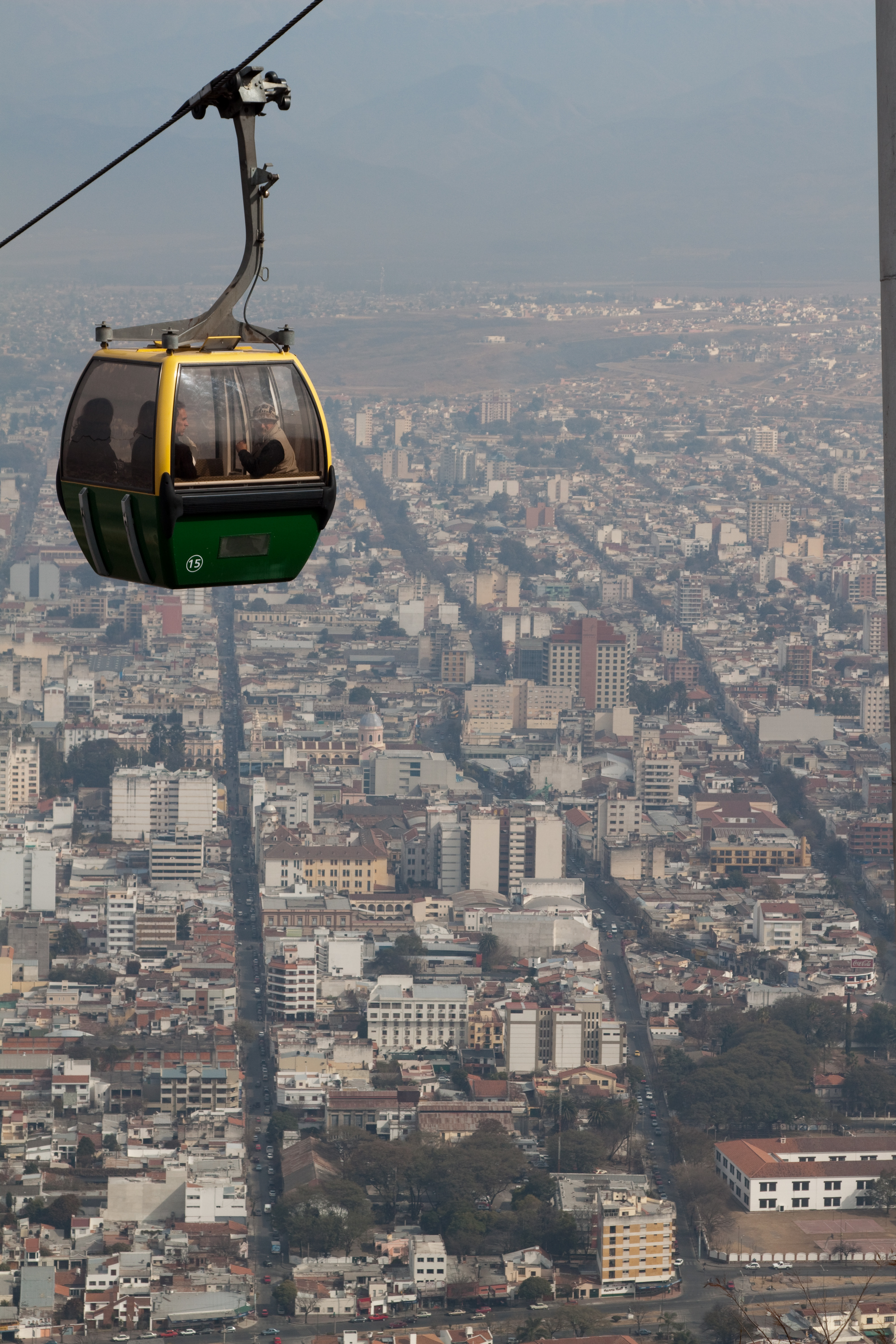
Gondolbana i Argentina.

Gondolbana, eller gondollift, är en sorts linbana (främst klassad som skidlift) med gondoler för passagerare. Beroende på typ av gondol sitter och/eller står passagerarna i gondolen. En gondol rymmer två till sexton (allt som allt finns för maxlast 2, 4, 6, 8, 10, 12, 15 och 16) personer, gällande vanliga gondolbanor. När skidor förekommer är de avtagna och vanligtvis medtages bärande in i gondolen, medan andra gondolliftar förses med ett skidställ utanpå gondolerna. En gondolbanas gondoler är för det mesta runda till formen (och om de är målade i vit färg brukar "ägglift" bli ett vanligt uttryck bland utförsåkningsentusiaster).

## Olika typer

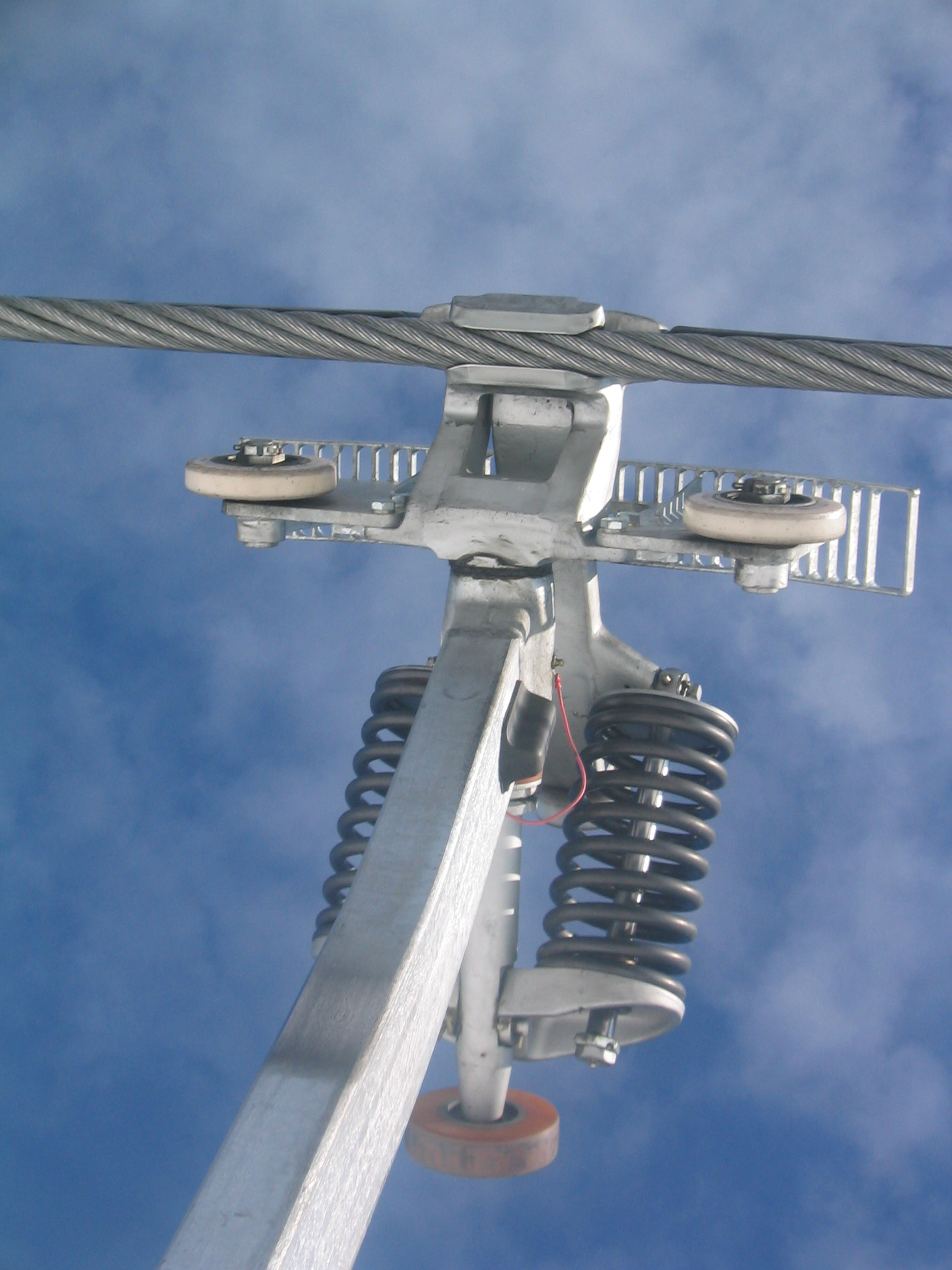
Kopplingsbar klämma.

### Vanlig kopplingsbar funktion
På de flesta gondolbanor har var och en av dessas gondoler en kopplingsbar klämma. De kopplingsbara klämmorna gör det möjligt för gondolerna att kopplas av från vajern vid stationerna, för att sakta in, så att passagerarna lätt ska kunna gå av och på. Dörrarna är oftast automatiska och manövreras genom en pinne (på taket eller under gondolen) som pressas upp eller ner. Genom stationerna drivs gondolerna av roterande gummihjul, eller av ett kedjesystem. För att accelerera in på (eller sakta in från) vajern drivs gondolerna genom en rad av gummihjul (däck), som ett efter ett ökar (eller minskar) i rotationsvarv, och gondolerna kopplas åter på vajern när dess hastighet uppnåtts. Drifthastigheten på sådana vanliga, så kallade kopplingsbara, gondolliftar är normalt 4 till 6 m/s.

### Gondolbanor med flera liftvajrar
En annan typ av gondolbana är den med flera vajrar, oftast två (ibland också tre). En vajer används för att bära tyngden av gondolerna, och den andra används för att "dra" gondolerna runt banan. I övrigt fungerar de som en kopplingsbar gondolbana, med drifthastighet normalt 4 till 6 m/s. En sådan här bana kallas 2S-bana (två linor) (tyska: 2 Seil). En annan typ är den med två dragvajrar och en bärlina – kallas 3S-bana (tre linor) (ty.: 3 Seil). Drivhastighet på 3S-banor är normalt 6 till 7,5 m/s – det vill säga lite högre än vanliga gondolbanor.
Funitelliftar och så kallade DMC-banor drivs med två dragvajrar (utan bärlinor).
Sådana här liftar har två till tre vändhjul på vardera vändstation (istället för ett). Gondolerna är större än på vanliga gondolliftar, och rymmer var och en normalt omkring 20–30 personer.

### Pulsbana
Pulsbana, alternativt pulsgondol, är en gondolbanetyp som har sina gondoler (liksom fasta stolliftars enheter) kontinuerligt fastklämda på vajern – men har en egen typ av enhetssystem, genom att gondolerna sitter tätt intill (eller ihop med) varandra på rad (normalt mellan två och sex gondoler per rad, olika på varje lift). När en gondolrad befinner sig på dalstationen är en annan samtidigt på toppstationen, och banan stannas för på- och avstig. Var och en gondol på pulsbanor lastar samma som vanliga kopplingsbara gondolbanor, det vill säga 2–16 pers. Avståndet mellan gondolraderna är ofta stort, ibland omkring en kilometer, beroende på hur lång liften är och således blir kapaciteten inte särskilt stor. Högsta hastighet som dessa når är normalt omkring 7 m/s. Namnet puls angående sådana här linbanor innebär puls (fysik) för dess driftsystem (med anledning av att dess hastighet hela tiden varierar mellan noll och toppfart).

## Gondolbanor i Sverige

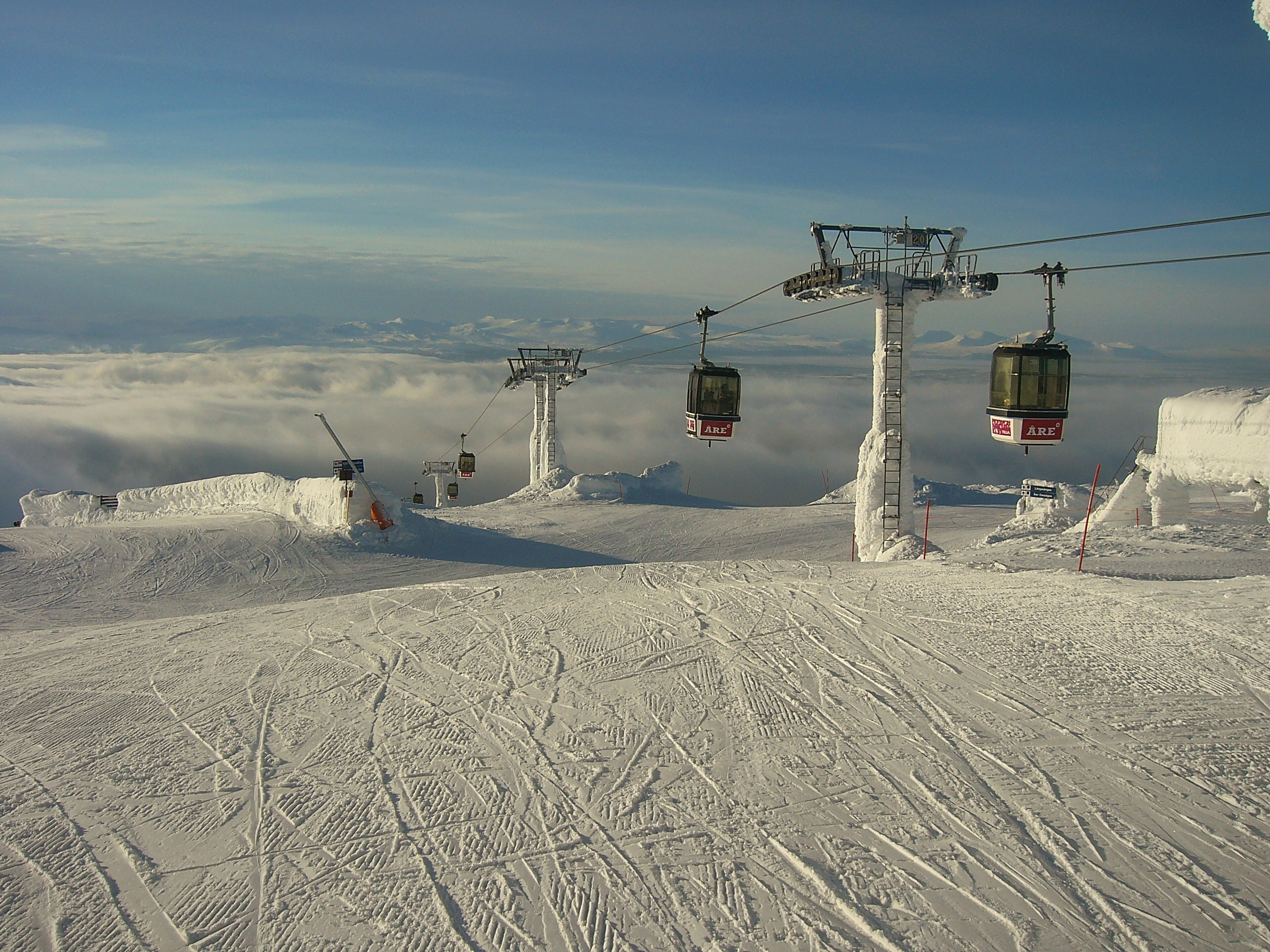
Gondolen i Åre.

Det finns nio gondolbanor i Sverige, däribland världens längsta linbana för persontrafik: den bevarade delen av malmlinbanan Kristineberg-Boliden (vilken är en 2S-bana). Kolmårdens djurpark hade en gondolbana runt parkområdet som byggdes 1967. Den ersattes 2011 av gondolbanan Safari, runt safariparken. Teknikområdet Innovatum i Trollhättan har en pulsbana. 
De svenska skidanläggningarna Branäs, Funäsdalen, Kläppen (Sälen), Hemavan och Idre Fjäll har vardera en gondolbana, samt Åre som har två. Den i Hemavan och den ena i Åre utgör typen telemixlift, det vill säga kombinerad stol- och gondolbana.  

## Kabinbana och Funifor
Se huvudartiklarna om kabinbana och funifor.